# Guillaume de Brandebourg-Ansbach
Guillaume de Brandebourg-Ansbach, né le 30 juin 1498 à Ansbach et mort le 4 février 1563 à Riga, est un prince d la maison de Hohenzollern, fils du margrave Frédéric II de Brandebourg-Ansbach et de Sophie Jagellon. Il fut le dernier archevêque de Riga du Moyen Âge de 1539 jusqu'à son abdication en 1561.

## Biographie
Guillaume de Brandebourg-Ansbach est un des dix-sept enfants du margrave Frédéric l'Ancien (1460-1536), prince d'Ansbach en Franconie, et de son épouse Sophie Jagellon (1464-1512), fille du roi Casimir IV de Pologne. Il est le frère cadet d'Albert de Brandebourg-Ansbach, grand-maître de l'ordre Teutonique. Il est ainsi le petit-fils du prince-électeur Albert III Achille de Brandebourg.
Il a fait ses études à l'université d'Ingolstadt en Bavière dès 1516. Les plans plus anciens de le nommer à la tête de l'évêché de Pomésanie ou du duché de Mazovie ont échoué. En 1529, bien qu'il soit en faveur de la Réforme protestante, il est nommé évêque coadjuteur catholique de l'archidiocèse médiéval de Riga afin de servir l'évangile. En 1332 il fut élu evêque d'Ösel par la noblesse locale, mais n'a pu s'imposer.
En 1539 il est élevé au rang d'archevêque de Riga, la même année, son frère Jean Albrecht de Brandebourg-Ansbach (1499-1536), est nommé archevêque de Magdebourg et évêque d'Halberstadt. Néanmoins, les citoyens de Riga ont refusé de lui rendre hommage et se sont associés à la ligue de Smalkalde. L'archevêque ne peut rentrer dans la ville qu'en 1546. Il a appelé le prince Christophe de Mecklembourg, fils du duc Albert VII de Mecklembourg-Güstrow, à son service comme coadjuteur, provoquant un conflit avec l'ordre Teutonique. En 1556, Guillaume fut arrêté au château de Krokenhusen (Koknese) et ce n'est que sous la pression du royaume de Pologne et du grand-duché de Lituanie que Johann Wilhelm von Fürstenberg, grand maître de l'ordre de Livonie, l'a libéré l'année suivante.
Peu après, les forces du tsar Ivan le Terrible firent une invasion dans le territoire de la Confédération livonienne, déclenchant la Guerre de Livonie. Avec l'abolition du statut de principauté archiépiscopale durant la guerre, Guillaume perd son titre. En 1561, Riga devient une ville libre. L'archevêché catholique de Riga est supprimé par la Réforme luthérienne en 1563.
En 1563, Guillaume de Brandebourg-Ansbach meurt des suites de son état de santé. Son corps repose dans la cathédrale protestante de Riga.